# Sphecomorpha chalybea
Sphecomorpha chalybea là một loài bọ cánh cứng trong họ Cerambycidae.